# Бірсдорф-ам-Зее
Бірсдорф-ам-Зее (нім. Biersdorf am See) — громада в Німеччині, розташована в землі Рейнланд-Пфальц. Входить до складу району Бітбург-Прюм. Складова частина об'єднання громад Бітбургер-Ланд.
Площа — 3,22 км2. Населення становить 557 ос. (станом на 31 грудня 2020).

## Галерея

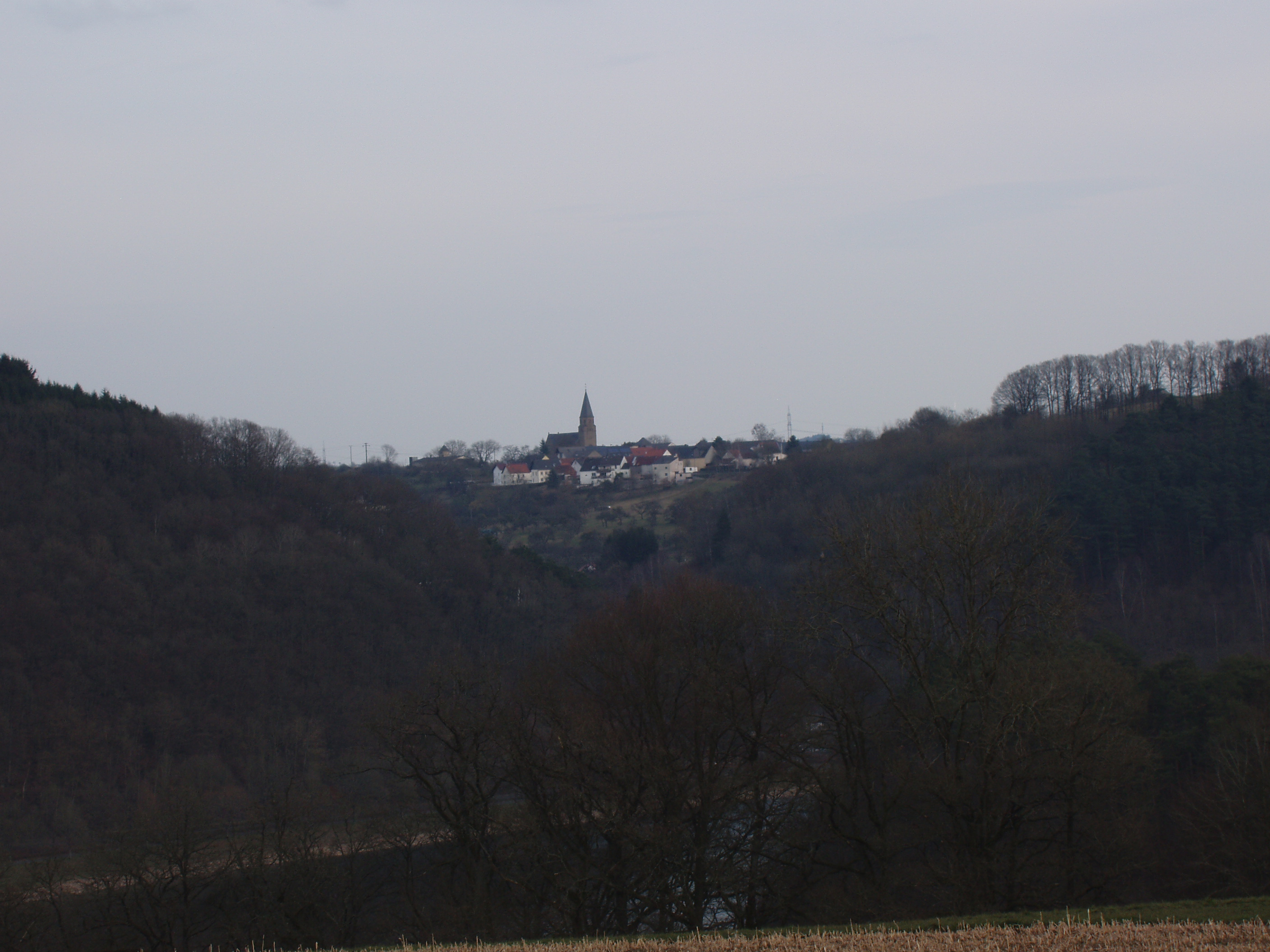
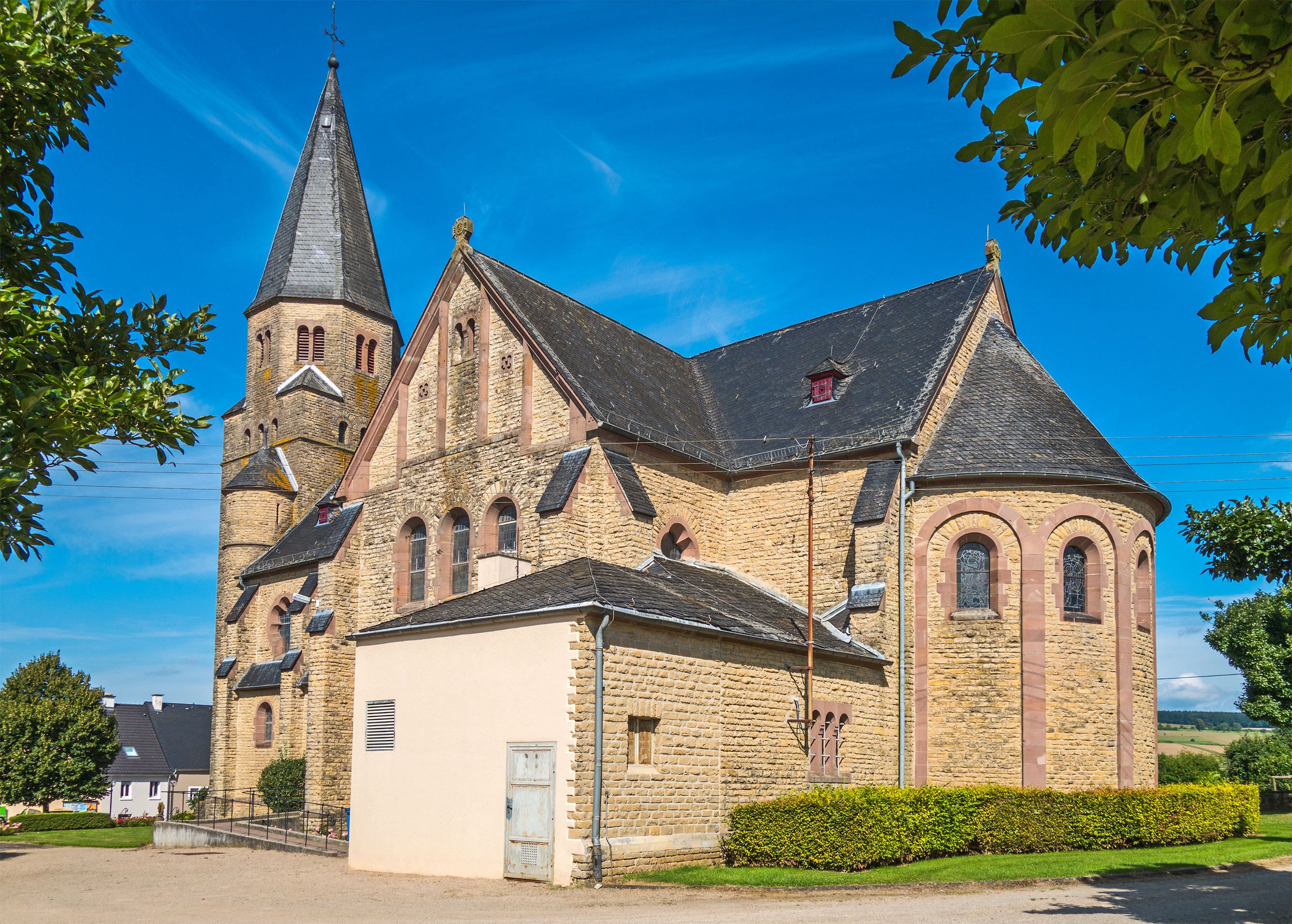